# Parod
Parod (פָּרוֹד) est un kibboutz créé en 1949.

## Histoire
Parod est un kibboutz en Galilée créé en 1949 par des immigrants de Hongrie.
Son nom vient d'une communauté appelée « Paradia ».